# Simon Benedicti
Simon Benedicti, född 1601 i Arboga, död 21 mars 1649 i Stockholm, var en svensk präst.

## Biografi
Simon Benedicti föddes 1601 i Arboga. Han var son till pistolmakaråldermannen Bengt Nilsson och Malin Jöransdotter. Simon Benedicti blev februari 1624 student vid Uppsala universitet och blev 1628 lärare i hebreiska vid Västerås gymnasium. Han avlade 10 februari 1629 filosofie magisterexamen vid Uppsala universitet och  prästvigdes 24 juni 1630 i Västerås domkyrka. Simon Benedicti gjorde åren 1631–1632 resor utomlands och blev 1632 lektor i fysik vid Västerås gymnasium. Han blev 1638 lektor i teologi vid Västerås gymnasium och 24 januari 1639 kyrkoherde i Stora Tuna församling. Simon Benedicti blev 31 mars 1648 kyrkoherde i Storkyrkoförsamlingen, tillträdde 1 maj 1648 och installerades 30 juli 1648. Han avled 1649 i Stockholm och begravdes i Storkyrkan.

### Familj
Simon Benedicti gifte sig 21 juni 1635 i Västerås med Christina Rudbeckia (1621–1699), dotter till biskopen Johannes Rudbeckius i Västerås stift och Magdalena Hising. De fick tillsammans barnen Malin Simonsdotter (född 1636), Cecilia Simonsdotter (född 1637), Johan Simonsson (1638–1645), rektorn Benedictus Simonsson (1640–1672) vid Västerås trivialskola, kyrkoherden Carl Simonsson (1641–1675) i Svedvi församling, Christina Simonsdotter (född 1642), som var gift med professorn Johannes Petri Buskagrius i Uppsala, Malin Simonsdotter (1644–1728), som var gift med kyrkoherden Johannes Christierninus i Fellingsbro församling, Catharina Simonsdotter (född 1645), som var gift med kyrkoherden Nicolaus Salanus i Köpings församling, Simon Simonsson (född 1647) och Maria Simonsdotter (född 1648).